# Chromatomyia lonicerae
Chromatomyia lonicerae är en tvåvingeart som först beskrevs av André Jean Baptiste Robineau-Desvoidy 1851.
Chromatomyia lonicerae ingår i släktet Chromatomyia och familjen minerarflugor. Arten är reproducerande i Sverige.